# 鉢石宿
鉢石宿（はついしじゅく）は、日光街道の21番目の宿駅（宿場町）である。現在の栃木県日光市鉢石界隈。

## 概要
鉢石宿は江戸時代に下野国都賀郡にあった宿場町である。もともと鉢石村という村落があったが、元和3年（1617年）に徳川家康を日光山に祀り日光参詣が盛んとなると日光東照宮の門前町として大いに栄えた。現在のJR日光駅の辺りに鉢石宿の木戸があった。当時、入江本陣は御幸町、高野本陣は中鉢石町にあり、参詣者は本陣に投宿して東照宮を参詣した。
天保14年（1843年）の『日光道中宿村大概帳』によれば、鉢石宿の本陣は2軒設けられ、旅籠が19軒、宿内の家数は223軒、人口は985人であった。

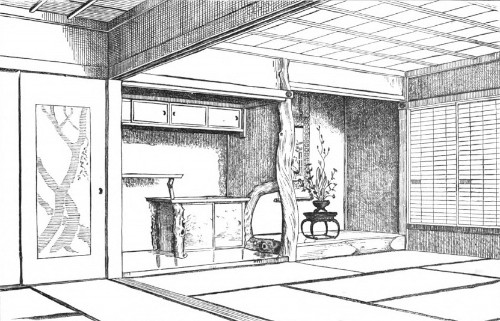
エドワード・モースがスケッチした鉢石の宿の客間。1885年

## 設備
- 宿駅
  - 本陣入江喜兵衛（御幸町）
  - 本陣高野源蔵（中鉢石町）
- 寺社
  - 竜造寺、稲荷社、十王堂、観音寺、星宮
- 接続道路
  - 日光道中
  - 芭蕉道

## 参考資料
1. 1 2  『日光道中宿村大概帳』に拠る。

## 隣の宿
日光道中
今市宿 - 鉢石宿 - 日光坊中